# Това име го забравете
„Това име го забравете“ е български документален филм за театралната режисьорка Юлия Огнянова на Боян Папазов от 2017 г.
Филмът е прожектиран на 22 март 2017 г. в Дом на киното по време на XXI Международен София Филм Фест.